# Россия (концертный зал)
Госуда́рственный центра́льный конце́ртный зал «Росси́я» (ГЦКЗ «Россия») — государственное учреждение культуры, подчинённое Правительству Москвы. Располагалось сначала в центральной части гостиницы «Россия», затем во Дворце спорта «Лужники», ныне снесённых. Существовало с 1971 по 2021 год.

## ГЦКЗ «Россия» на Москворецкой набережной
По первоначальному замыслу архитекторов Дмитрия Чечулина, Николая Чекмотаева, Павла Штеллера и инженера Наума Вишневского помещение ГЦКЗ «Россия» предназначалось для проведения крупных международных форумов, научных симпозиумов, концертов, конференций и кинофестивалей в построенной в 1964—1967 годах гостинице «Россия». Официальное открытие зала состоялось 5 ноября 1971 года.
ГЦКЗ «Россия» представлял собой многоцелевой зал на 2500 мест с широкими возможностями трансформации зрительного зала. Ширина сцены составляла 37,5 метров.
Здесь проходили многочисленные концерты, спектакли, музыкальные вечера и балы с участием ведущих мастеров культуры и артистов эстрады. Много лет в этом зале гастролировал Аркадий Райкин, выступал Ансамбль народного танца имени Игоря Моисеева и многие другие профессиональные коллективы. Регулярно производились съёмки телепередач и записи для радио. Отсюда с телетрансляцией на всю страну в сентябре 1997 года состоялся прощальный концерт Иосифа Кобзона, длившийся без малого 11 часов.
По инициативе Национальной российской музыкальной премии «Овация» перед центральным входом в ГЦКЗ «Россия» в 1993 году возникла так называемая Площадь звёзд эстрады, куда за 12 лет существования проекта было заложено 90 именных «звёзд». Об их последующей судьбе неизвестно.
Последнее мероприятие — Финал национального отборочного тура на конкурс песни «Детское Евровидение 2006» состоялось 4 июня 2006 года.

## ГЦКЗ «Россия» во Дворце спорта «Лужники»

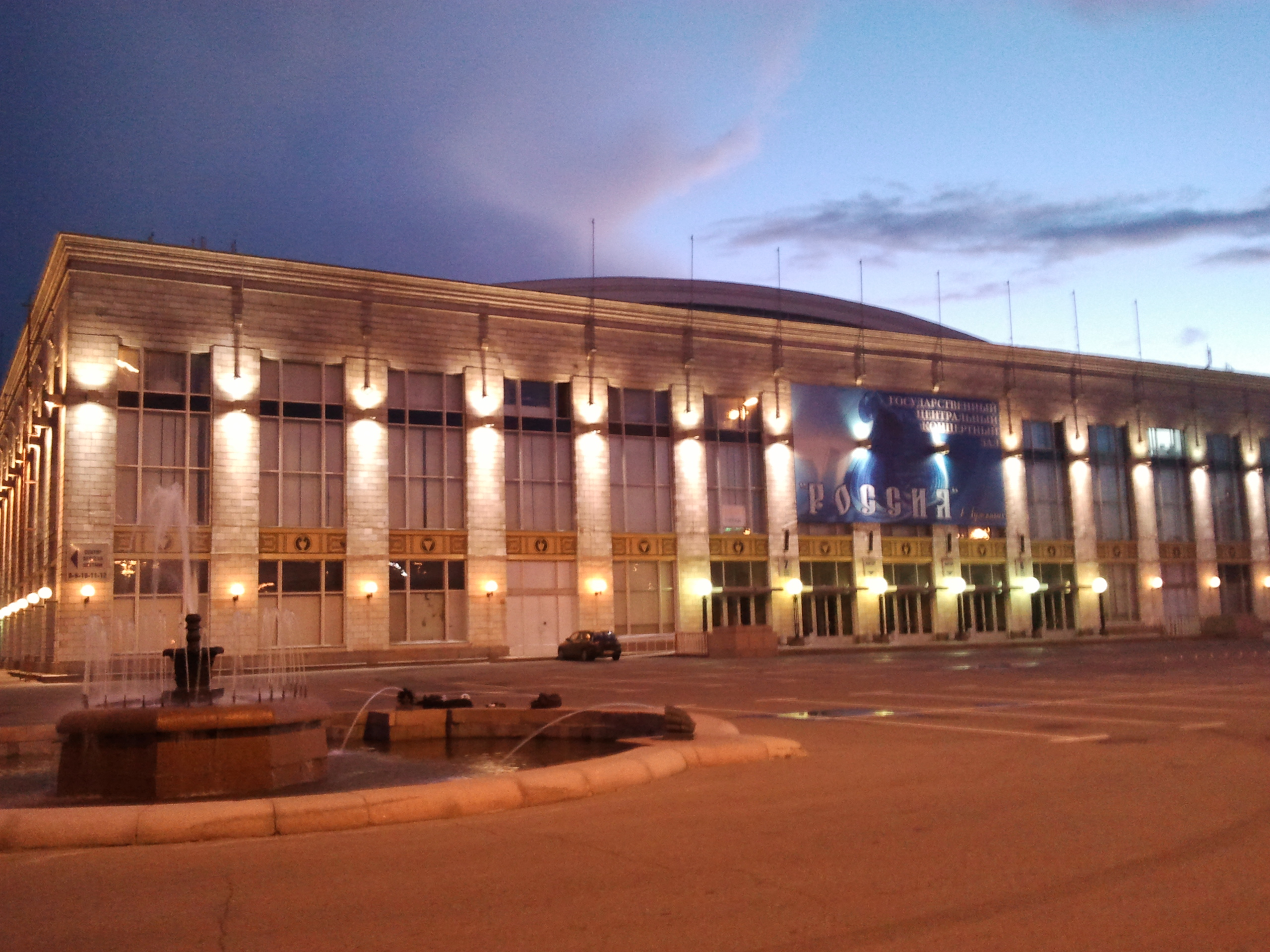
Дворец спорта в Лужниках

В 2006 году после закрытия гостиницы «Россия» и с началом реконструкции района «Зарядье» ГЦКЗ «Россия» переехал во Дворец спорта «Лужники».
За годы проведено множество концертных программ, спектаклей и музыкальных вечеров с участием лучших артистов страны, юбилеи Аллы Пугачёвой, Иосифа Кобзона, Вячеслава Зайцева; сольные программы: Александра Градского, Николая Баскова и Монсеррат Кабалье, Земфиры, Димы Билана, Николая Носкова, Валерии, Александра Маршала, Аниты Цой; выступления групп: Алиса, На-На, Моральный кодекс, Хор Турецкого, Ласковый май. Здесь прошли концерты мировых звёзд: The Prodigy, Moby, Armin van Buuren, Manowar, Smokie, Muse, Boney M., Chris Rea, Massive Attack, John Lord, The Cranberries и других.
Вместимость зала — от 2 до 7 тысяч человек, ширина сцены — 28 метров.
Организация ликвидирована 16 июня 2021 года. Правопреемником является Москонцерт.

## Награды
- Благодарность Президента Российской Федерации (3 декабря 1996 года) — за большой вклад в развитие отечественной культуры и в связи с 25-летием со дня открытия[7].